# 関目自動車学校
株式会社関目自動車学校（せきめじどうしゃがっこう）は、大阪市鶴見区にある大阪府公安委員会指定の自動車教習所を運営する企業。
「大型」・「大型二種」を除く全ての教習科目で教習を実施しており、特に「大型特殊」・「けん引」・「普通二種」の各教習科目について、大阪市内に所在する指定自動車教習所6校の中では当校が唯一の教習実施校となっている《2022年5月13日現在》。

## 取得できる免許
- 第一種・第二種普通自動車（MT・AT）
- 自動二輪（大型・普通・小型およびAT限定）
- 第一種中型自動車
- 第一種大型特殊自動車
- けん引自動車

※「普通」・「大型二輪」・「普通二輪」の各教習科目については、聴覚障害者に対する教習も実施可能

## 所在地
- 〒538-0054 大阪市鶴見区緑3-2-2